# Idar
Idar és un estat tributari protegit el principal de l'agència de Mahi Kantha al Gujarat, presidència de Bombai.

## Geografia
Limitava al nord amb Sirohi i Mewar; a l'est amb Dungarpur; i al sud i oest territoris britànics de la presidència de Bombai i alguns dominis del Gaikwar de Baroda. La població el 1881 estava repartida en 805 pobles (més 94 llogarets de bhils), i la superfície era de 12.862 km². La superfície el 1901 era de 4.323 km² i probablement el registre de 1881 era erroni; la població era la següent: 217.382 habitants (1872), 258.429 habitants(1881), 302.134 habitants(1891), 168.557 habitants, descens degut a la gran fam de 1899-1900 (1901). Les principals ciutats eren Ahmadnagar (3.200 el 1901), Idar i Vadali (4.611). El 90% eren hindús, de les castes kolis, rajputs, bramans, banies, khunbis i altres. Els rius principals eren el Sabarmato, Hathmati, Meshwa, Majam, i Vatrak.

## Història
La tradició diu que vers 800 a 970 la regió va estar governada pels Gahlot natius (bhils). Després va passar als paramares rajputs (vers 1000-1200). El darrer sobirà pararama Amar Singh va deixar Idar en mans del seu servidor Hathi Sord; els nous sobirans rajputs d'Idar eren bhalsur kholis que van arribar al Gujarat al segle XII. A Hathi Sord va succeir a la seva mort el seu fill Samnbla o Samalio Sord. Sambla fou un tirà contra el que van conspirar els seus propis ministres que van convidar a Rao Sonag de Simatra, ancestre dels raos de Pol, a venir en el seu ajut. Rao Sonag va matar a Sambla i es va apoderar del principat; la nissaga va governar durant dotze generacions i el darrer Jagannath, fou expulsat el 1656, per Murad Baksh, subadar mogol de Gujarat que va nomenar un desai (diputat) a Idar durant alguns anys.
El 1729 Anand Singh i Rai Singh, dos germans del maharajà de Jodhpur, acompanyats d'alguns homes armats de Vamo i Palanpur i dels kolis de Godwara, es van establir a la ciutat sense gaire dificultat. Es diu que actuaven encara sota orde de l'emperador de Delhi, però la realitat és que segurament actuaven aprofitant l'estat del país per adquirir territoris, amb el suport tàcit del maharajà de Marwar (Jodhpur) que era en aquell moment subadar d'Ahmedabad. Així els dos germans es van apoderar dels districtes d'Idar, Ahmednagar, Morasa, Baad, Harsol, Parantij, i Vijapur, i uns altres cinc districtes foren posats sota tribut. El desai local va ser expulsat i aviat va conspirar per recuperar la zona, i un oficial maratha de nom Bachaji Duvaji que estava al servei de Damaji Gaikwar, fou enviat pel peshwa per prendre possessió d'Idar, el que va aconseguir amb el suport dels rahwars rajputs que havien servit al darrer rao. Anan Singh va morir el 1753 i Bachaji va deixar un destacament a Idar i va retornar a Ahmedabad.
Però Rai Singh va reunir una força i va recuperar Idar on va proclamar governant a Seo Singh, fill d'Anand Singh, sota la seva regència. Rai Singh va morir el 1766. Durant aquest regnat el peshwa maratha es va apoderar de Parantij, Vijapur, i la meitat dels districtes de Morasa, Baad i Harsol (els drets del peshwa van passar el 1803 als britànics) mentre l'altra meitat d'aquestos districtes van passar a mans de Baroda que hi va recaptar la meitat de les taxes, cobrament que el 1812 va ser fixat a perpetuïtat en 2400 lliures per Idar i en 895 lliures per Ahmednagar. Seo Singh va morir el 1791 i va deixar cinc fills, dels quals el va succeir el gran, Bhawan Singh, que va morir al cap de pocs dies i el va succeir el seu fill Gambhir Singh de 10 anys.
Les dissensions a la família van portar a un desmembrament d'Idar. Sugram Singh, el segon fill de Seo Singh, que havia rebut Ahmednagar del seu pare com a feu, va esdevenir independent; amb el seu ajut altres dos germans, Zalim Singh i Amir Singh, es van apoderar respectivament de Morasa i Baad en els anys següents. Indra Singh, el cinquè fill de Seo Singh, que era cec, va rebre Sur i tres pobles més pel seu manteniment, i la seva línia va continuar com a feudataria. Sugram Singh d'Ahmednagar va morir el 1798 i el va succeir el seu fill Kuran Singh. Zalim Singh de Morasa va morir jove el 1806 i havia de retornar a Idar però la seva vídua va rebre permís del Gaikwar de Baroda per adoptar a Pratap Singh, germà de Kuran Singh, a la mort del qual el 1821, Morasa fou incorporada a Ahmednagar. A la mort d'Amir Singh de Baad sense fills (vers 1826) el seu estat fou disputat entre Idar i Ahmednagar; Kuran Singh d'Ahmednagar va morir el 1835 i el va succeir el seu fill Takht Singh, que fou escollit raja de Jodhpur el 1843; al marxar a Jodhpur va considerar que podia retenir Ahmednagar però el 1848 el govern britànic va decidir que Ahmednagar havia de revertir a Idar, incloent Morasa i Baad.
Maharaja Juwan Singh va morir el 1868, i el va succeir el seu fill menor Keshri Singh, declarat major d'edat el 1882. Keshri tenia plenes atribucions i disposava d'un sanad d'adopció i salutació hereditària de 15 canonades. Nombrosos familiars i servidors gaudeixen de diversos jagirs a condició de serveis militars. Dels ingressos de l'estat que el 1875 s'estimaven en 760.000 lliures, només 25.000 eren pel maharajà i la resta pels jagirdars. El tribut a Baroda era de 3.034 lliures. L'exèrcit d'Idar estava format per les forces aportades pels jagirdars que eren 568 cavallers i 568 infants; també disposava de 30 policies muntats i 418 a peu 
La capital és Idar (o Ildurg) amb 6223 habitants el 1881 i 7.085 el 1901. La seva població al cens del 2001 era de 29.567 habitants, estan situada a 23° 50′ N, 73° 00′ E / 23.83°N,73.0°E. Ja a finals del segle XIX estava administrada com a municipalitat; avui dia resta municipalitat dins el districte de Sabarkantha a l'estat del Gujarat.
Diversos feudataris coneguts com a pattawals exercien poder sobre determinats territoris; els caps menors eren els bhumies.

## Bandera
La bandera era la tradicional rajput de cinc colors en franges horitzontals: porpra, blau, vermell, groc i verd.

## Llista de rages d'Idar
- Raja Anand Singh 1729-1753
- Raja Shiv Singh (Seo Singh) 1753-1791 (fill)
- Rai Singh (germà de Anand Singh) regent 1753-1766
- Raja Bhawani Singh (fill) 1791
- Raja Gambhir Singh (fill) 1791-1833
- Maharaja Shri Sir Jawan Singh 1833-1868 (maharajà des de 1843) (fill + 26 de desembre de 1868)
- Maharaja Shri Sir Kesri Singh 1868-1901 (fill + 20 de febrer de 1901)
- Maharaja Shri Krishna Singh 4 d'octubre 1901 (fill nascut pòstum) a 30 de novembre de 1901)
- Interregne 1901-1902
- Maharaja Sir Pratap Singh 1902-1911 (regent de Jodhpur 1895-1897, 1911-1914 i 1918-1922)
- Maharaja Sir Daulat Singh 1911-1931 (nebot i fill adoptiu, + 14 d'abril de 1931)
- Maharaja Himmat Singh 1931-1948 (+24 de novembre de 1960)

## Branca d'Ahmednagar
- Raja Sangram Sing (fill de Seo Singh) 1791-1798
- Raja Karan Singh (fill) 1798-1835
- Raja Prithi Singh (fill) 1835-1839
- Raja Singhji (fill pòstum) 1839-1841
- Maharaja Takhat Sing (germà de Prithi Singh) 1841-1843, raja de Jodhpur des de 1843.

## Branca de Modasa o Morasa
- Zalim Singh (fill de Seo Singh) 1791-1806
- Pratap Singh (fill adoptiu, germà de Karan Singh d'Ahmednagar) 1806-1821

## Branca de Baad o Bayar
Amir Singh (fill de Seo Singh) 1791-1826

## Branca de Sur o Soor
- Maharaj Shri Hamir Signh Indra Singh vers 1799-1855
- Maharaj Shri Jagatsinhji Hamirsinhji, 1855-? (fill)
- Maharaj Shri Samatsinhji Jagatsinhji (fill)
- Maharaj Shri Suryansinhji Samatsinhji (fill) ?-1928.
- Maharaj Shri Udesinhji Samatsinhji 1928-1948
- Kumar Shri Prabhatsinhji Udaisinhji (títol)